# 長慶
長慶（821年正月—825年正月）是唐穆宗的第二個年號，共计4年。
長慶四年正月唐敬宗李湛即位沿用。

## 改元
- 元和十六年——正月三日，改元為長慶元年。[2][3][4]
- 長慶五年——正月七日，改元為寶曆元年。[5][6][7]

## 大事記
- 長慶四年——正月二十二日，唐穆宗崩；二十六日，唐敬宗繼位。[5][6][7]

## 逝世
- 韓愈

## 紀年農曆對照表
表格中各月的干支即為各月的第1日，「大」表示該月有30日，「小」表示該月有29日，「閏月」表格中的中文數字表示該年為閏某月（比如「十戊子」裡有中文數字「十」，即表示該行所在年份有閏十月），各月初一底下的數字表示對應的西曆日期。
| 西元  | 干支 | 紀年     | 正月   | 二月   | 三月   | 四月   | 五月   | 六月   | 七月   | 八月   | 九月   | 十月   | 十一月 | 十二月   | 閏月     |
| ----- | ---- | -------- | ------ | ------ | ------ | ------ | ------ | ------ | ------ | ------ | ------ | ------ | ------ | -------- | -------- |
| 821年 | 辛丑 | 長慶元年 | 己亥小 | 戊辰小 | 丁酉小 | 丙寅大 | 丙申小 | 乙丑大 | 乙未小 | 甲子大 | 甲午大 | 甲子大 | 甲午大 | 甲子小   |          |
| 821年 | 辛丑 | 長慶元年 | 2/7    | 3/8    | 4/6    | 5/5    | 6/4    | 7/3    | 8/2    | 8/31   | 9/30   | 10/30  | 11/29  | 12/29    |          |
| 822年 | 壬寅 | 長慶二年 | 癸巳大 | 癸亥小 | 壬辰小 | 辛酉大 | 辛卯小 | 庚申小 | 己丑大 | 己未小 | 戊子大 | 戊午大 | 丁巳大 | 丁亥大   | 十戊子小 |
| 822年 | 壬寅 | 長慶二年 | 1/27   | 2/26   | 3/27   | 4/25   | 5/25   | 6/23   | 7/22   | 8/21   | 9/19   | 10/19  | 12/17  | 823/1/16 | 11/18    |
| 823年 | 癸卯 | 長慶三年 | 丁巳小 | 丙戌大 | 丙辰小 | 乙酉大 | 乙卯小 | 甲申小 | 癸丑大 | 癸未小 | 壬子大 | 壬午小 | 辛亥大 | 辛巳大   |          |
| 823年 | 癸卯 | 長慶三年 | 2/15   | 3/16   | 4/15   | 5/14   | 6/13   | 7/12   | 8/10   | 9/9    | 10/8   | 11/7   | 12/6   | 824/1/5  |          |
| 824年 | 甲辰 | 長慶四年 | 辛亥大 | 辛巳小 | 庚戌大 | 庚辰小 | 己酉大 | 己卯小 | 戊申小 | 丁丑小 | 丙午大 | 丙子大 | 丙午小 | 乙亥大   |          |
| 824年 | 甲辰 | 長慶四年 | 2/4    | 3/5    | 4/3    | 5/3    | 6/1    | 7/1    | 7/30   | 8/28   | 9/26   | 10/26  | 11/25  | 12/24    |          |
| 825年 | 乙巳 | 長慶五年 | 乙巳大 |        |        |        |        |        |        |        |        |        |        |          |          |
| 825年 | 乙巳 | 長慶五年 | 1/23   |        |        |        |        |        |        |        |        |        |        |          |          |

## 同期存在的其他政权年号
- 中國
  - 建興（819年－830年）：渤海—渤海宣王大仁秀之年號
  - 大豐（820年－823年）：南诏—勸利晟之年號
  - 保和（824年－839年）：南詔—勸豐祐之年號
  - 彝泰（815年－838年）：吐蕃—可黎可足贊普赤祖德贊之年號
- 日本
  - 弘仁（810年－824年）：平安時代—嵯峨天皇之年號
  - 天長（824年－834年）：平安時代—淳和天皇之年號

## 參看
- 中國年號索引

## 深入閱讀
- 徐红岚，《中日朝三国历史纪年表》，辽宁教育出版社，1998年5月 ISBN 7538246193
- 松橋達良，《元号はやわかり—東亜歷代建元考》，砂書房，1994年7月，ISBN 4915818276
- 李崇智，《中国历代年号考》，中华书局，2001年1月 ISBN 7101025129

| 前一年號： 元和 | 唐朝年號 長慶 | 下一年號： 寶曆 |